# Sviskon

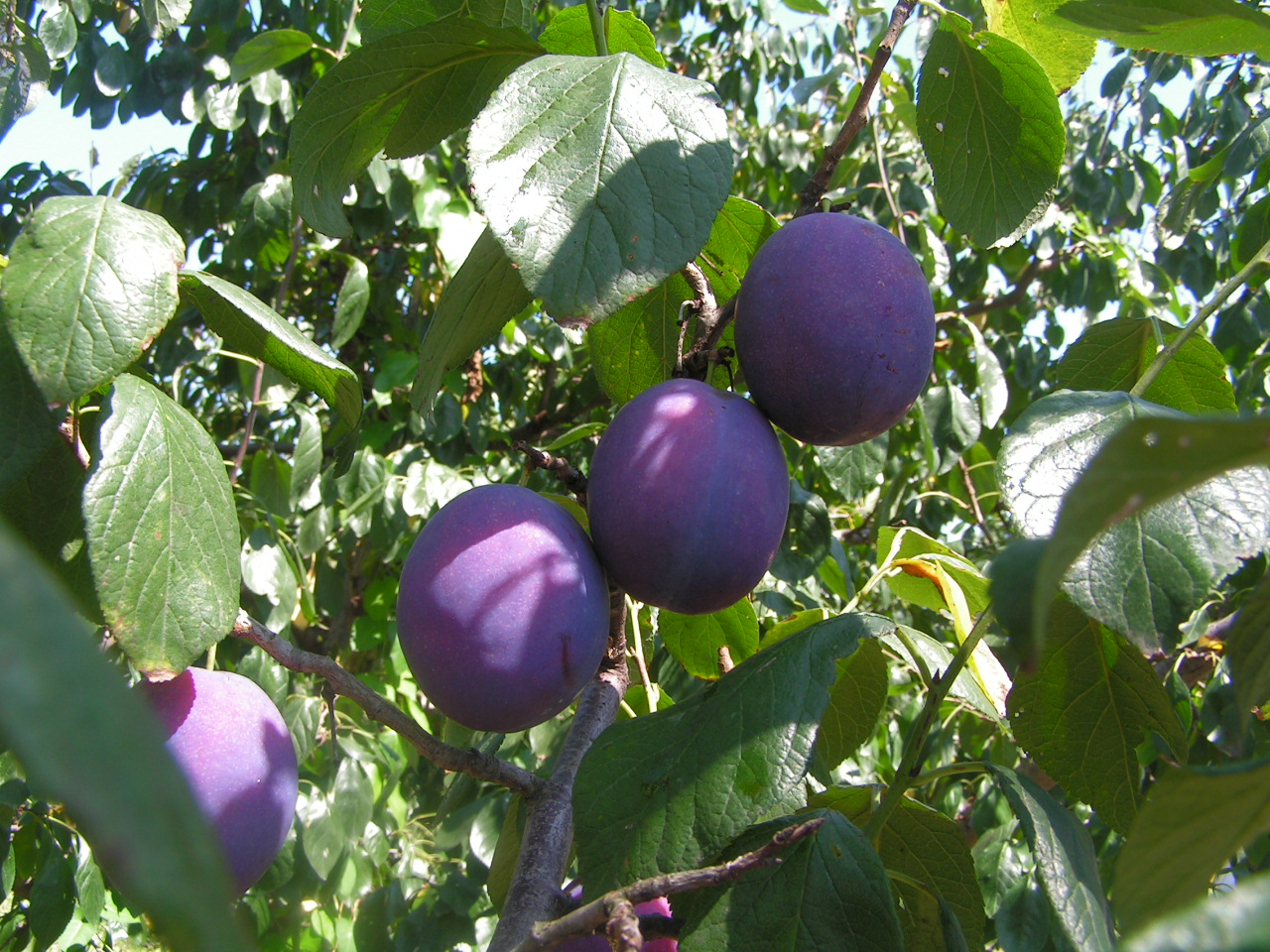
Färska sviskon (Prunus domestica).

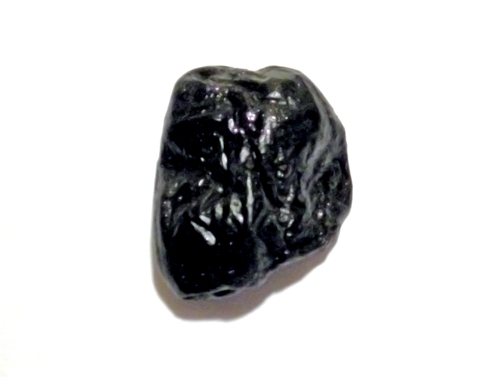
Torkat sviskon.

Sviskon eller katrinplommon (Prunus domestica ssp. domestica) är en underart av plommon som är särskilt lämplig för torkning. Orden syftar oftast på den torkade frukten, för vilken sviskon är handelsnamn. I denna betydelse kan även andra plommonsorter användas.
Frukterna är små, ovala med spetsig topp och har blå eller blåviolett färg. Kärnan lossnar lätt och fruktköttet är fast. Frukterna har högre sockerhalt än andra plommonsorter. Dessa egenskaper gör sviskonen lämpliga för torkning och de har oftast odlats just för det.
Torkade sviskon ingår som ingrediens i vissa maträtter såsom grytor, såser och efterrätter. De äts även som de är vid förstoppning för sin milt laxerande effekt.
I Disneys tecknade serier om Kalle Ankas universum är en av medlemmarna i Björnligan förtjust i sviskon.

## Etymologi
Sviskon kommer via lågtyska från senlatin damascena (pruna), ’(plommon från) Damaskus’. Katrinplommon kommer från tyska Katharinenpflaume eller franska prune de Sainte Cathérine, troligen med namn efter något helgon med namnet Katarina.